# Kanton Behren-lès-Forbach
Behren-lès-Forbach is een voormalig kanton van het Franse departement Moselle. Het kanton maakt deel uit van het arrondissement Forbach.
Toen op 22 maart 2015 het kanton opgeheven werd, werden de gemeenten Cocheren, Morsbach, Œting en Rosbruck onderdeel van het kanton Forbach, de overige gemeenten werden bij het kanton Stiring-Wendel gevoegd.

## Gemeenten
Het kanton Behren-lès-Forbach omvatte de volgende gemeenten:
- Behren-lès-Forbach (hoofdplaats)
- Bousbach
- Cocheren
- Diebling
- Farschviller
- Folkling
- Metzing
- Morsbach
- Nousseviller-Saint-Nabor
- Œting
- Rosbruck
- Tenteling
- Théding